# نتالي غراندهوم
نتالي غراندهوم (بالفرنسية: Nathalie Grandhomme)‏ وهي ممثلة فرنسية ولدت في يوم 8 أبريل 1962 في مدينة باريس في فرنسا وقد مثلت في عدة أفلام ومسلسلات ومسرحيات.

## روابط خارجية
- نتالي غراندهوم على موقع IMDb (الإنجليزية)
- نتالي غراندهوم على موقع قاعدة بيانات الفيلم (الإنجليزية)